# Beaufin
Beaufin település Franciaországban, Isère megyében. Lakosainak száma 20 fő (2022. január 1.). Beaufin Aspres-lès-Corps, Le Glaizil, Saint-Firmin, Ambel, Corps és Monestier-d’Ambel községekkel határos.

## Népesség
A település népességének változása:
| Lakosok száma | 31   | 21   | 25   | 25   | 22   | 21   | 20   | 21   | 21   | 20   |
|               | 1968 | 1982 | 1990 | 2006 | 2013 | 2015 | 2017 | 2019 | 2020 | 2022 |